# Тропа Свободы
Тропа Свободы, также Путь Свободы (Путь свободы, англ. Freedom Trail) — исторический пеший туристический маршрут в Бостоне, штат Массачусетс, США.

## История, описание
Тропа Свободы по большей части состоит из красного кирпича, её длина составляет 4 километра. Рассекает с юга на север центр полуострова Шомут. Она проходит от парка Бостон-Коммон 42°21′23″ с. ш. 71°03′45″ з. д. до корабля «Конституция» 42°22′21″ с. ш. 71°03′24″ з. д.. Вехи Тропы отмечены памятными знаками, поясняющими табличками, рассказывающими об истории города. Административно Тропа Свободы подчиняется Национальному историческому парку Бостона (с 1974 года).
Идея связать значимые исторические достопримечательности Бостона одной пешеходной тропой пришла в голову местному журналисту по имени Уильям Шофилд в 1951 году. Мэр города Джон Хайнс поддержал идею, и она была реализована в том же году. В 1953 году по тропе проходились около 40 тысяч человек ежегодно.

## Перечень достопримечательностей
По порядку следования

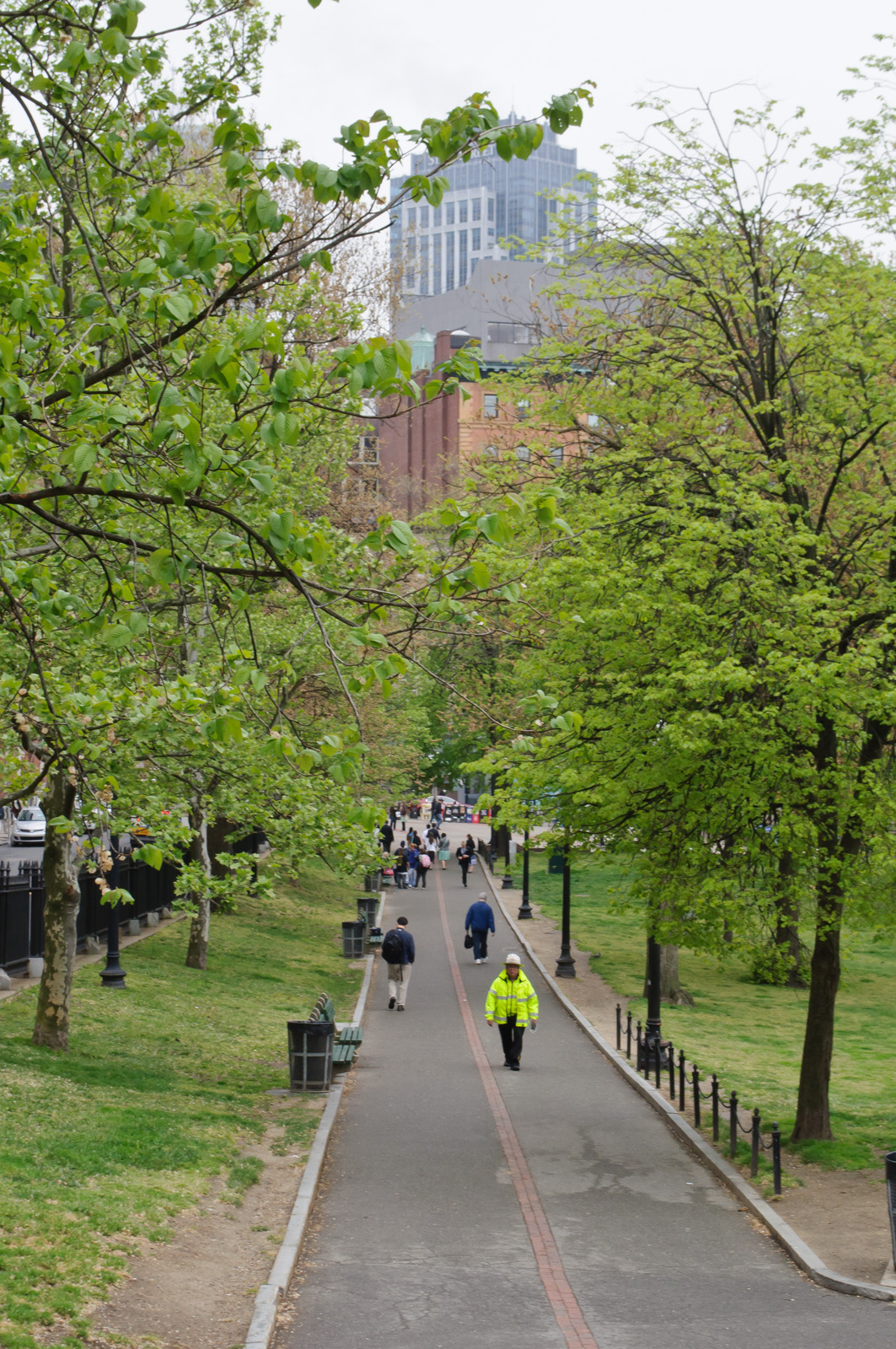
Парк Бостон-Коммон — начало Тропы Свободы

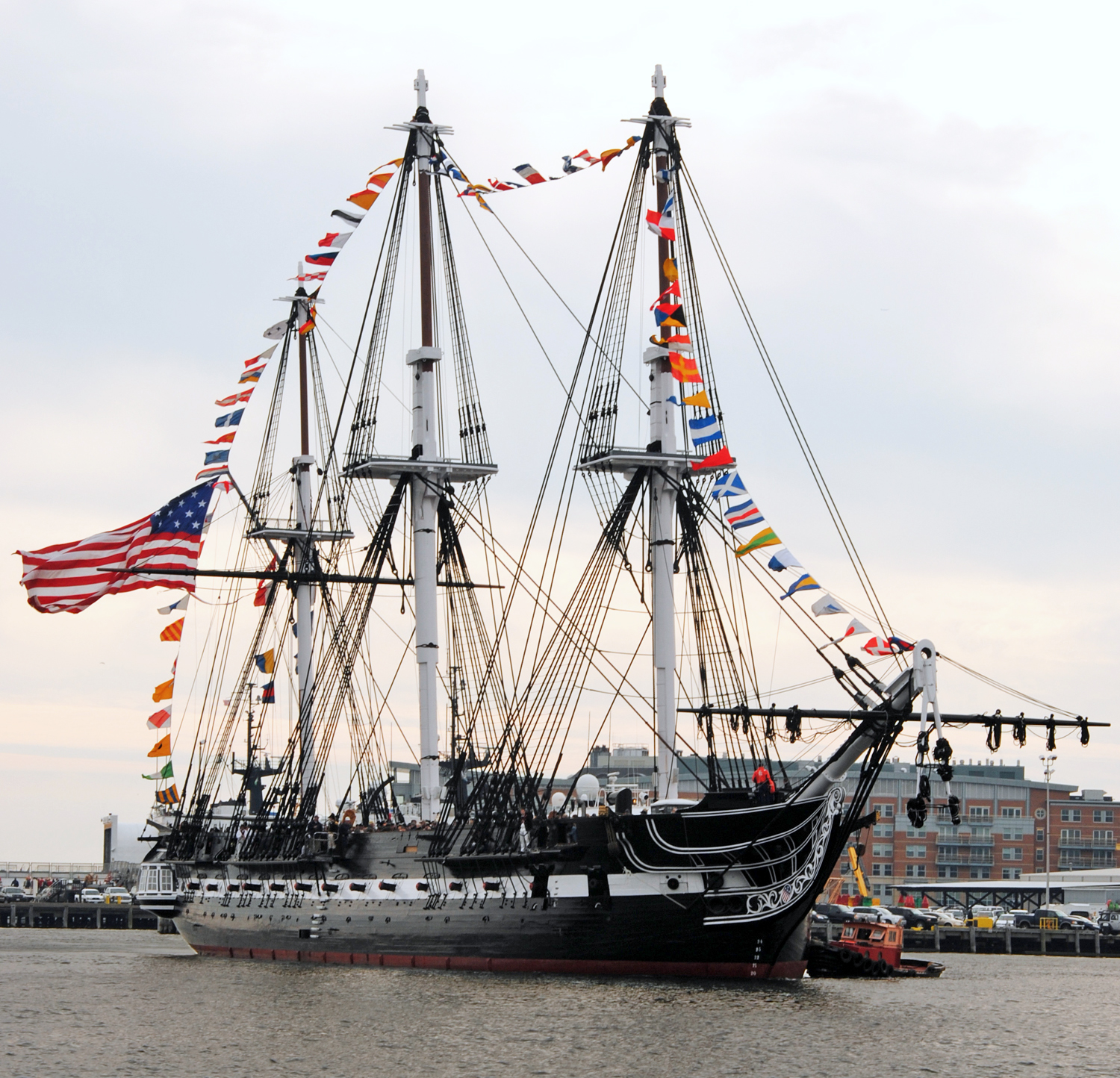
Корабль «Конституция» — конец Тропы Свободы

1. Парк Бостон-Коммон — открыт в 1634 году, старейший городской парк США.
2. Капитолий штата Массачусетс — построен в 1795—1798 годах.
3. Церковь Парк-Стрит — построена в 1809—1810 годах.
4. Кладбище Гранари — функционирует с 1660 года.
5. Королевская часовня — построена в 1749—1754 годах; и кладбище Кингс-Чапел[англ.] — функционирует с 1630 года, старейшее кладбище города.
6. Памятник Бенджамину Франклину на месте первой публичной школы[англ.] города — Бостонской латинской (открыта в 1635 году, старейшая действующая школа в США).
7. Книжный магазин Олд-Корнер[англ.] — работает с 1712 года.
8. Здание Олд-Саут-Митинг-Хаус[англ.] — построено в 1729 году, крупнейшее здание города в 1773 году, именно в нём в декабре того года собрались 5000 колонистов для организации акции протеста в ответ на действия британского правительства, в результате которой в Бостонской гавани был уничтожен груз чая, принадлежавший Английской Ост-Индской компании (начало Американской революции).
9. Старый Капитолий — построен в 1713 году.
10. Место Бостонской бойни.
11. Здание Фанел-Холл — построено в 1740—1742 годах.
12. Дом Пола Ревира[англ.] — построен ок. 1680 года.
13. Старая Северная церковь — построена в 1723 году, старейшая действующая церковь Бостона.
14. Кладбище Коппс-Хилл — функционирует с 1659 года.
15. Монумент Банкер-Хилл[англ.] — возведён в 1827—1843 годах в память о битве при Банкер-Хилле[4].
16. Корабль «Конституция» — в строю с 1797 года, старейший парусный корабль в мире из находящихся на плаву.

Подмечено, что в тропу не включены такие важные вехи истории города, как Дерево свободы.